# マン&グリマー M.1

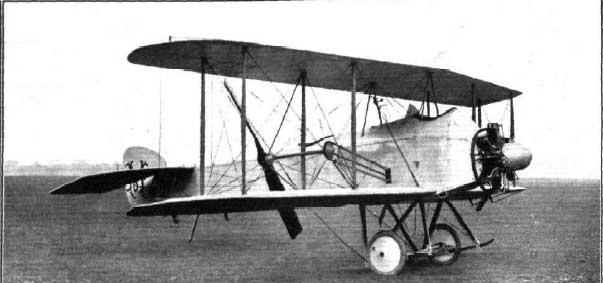
Mann & Grimmer M.1

マン&グリマー M.1（Mann & Grimmer M.1）は第一次世界大戦のイギリスの試作複座戦闘機である。機首の単発エンジンで、両翼のプッシャー方式の2つのプロペラを駆動する構成で、銃士の広い射界を得ようとした。試作だけで終わった。
模型飛行機の設計、製作で有名であった学生のレジナルド・F・マンと、その教師のロバート・T・グリマーが共同でロンドンでマン&グリマー社を設立した。第一次世界大戦が勃発すると、複座戦闘機の開発を行った。射撃を行う観測士の射界を広く取るために、機種のエンジンからシャフト、チェーンで主翼の中間に設置したプッシャー方式の2つのプロペラを駆動し、観測士はエンジンの直後の高い位置に搭乗し、パイロットは主翼の後端の位置に搭乗するというレイアウトを採用した。2張間の複葉機で主翼前縁に後退角がつけられた固定脚の機体であった。
1915年2月19日に100hpのアンザニ・エンジンを搭載して、ヘンドン飛行場で初飛行を行ったが複雑な駆動系の問題に悩まされて、試験飛行は遅延し、また馬力不足であることが判明し、最高速度は110 km/hに留まった。性能向上のために150hpのアンザニ・エンジンに換装し、改造を加えて最高速度は137 km/hに達した。イギリス航空部隊の評価をうける計画が立てられたが、1915年11月16日に高度記録に挑戦した飛行でギヤボックスの破損のために不時着し、機体が損傷を受けたため実現しなかった。引き続き、マンは性能向上型で、160 km/hの速度をめざすM.2の設計を行ったが資金不足で試作機の製作は実現しなかった。

## 仕様
- 乗員： 2
- 全長： 8.05 m
- 全幅： 10.59 m
- 空虚重量： 953 kg
- 全備重量： 1,270 kg
- エンジン：  Anzani 空冷エンジン 、150 hp
- 最高速度：137 km/h
- 航続時間：4時間30分
- 武装：1 x .303 ルイス機銃